# 黎明欢
黎明欢（1961年1月19日—），同塔省高岭市人，越南政治人物。曾擔任越南农业与农村发展部部长等職。现任第十三届越共中央委員、國會副主席。

## 生平
黎明欢出生于越南西南部同塔省，长期在家乡任职，曾任同塔省建设厅副厅长、厅长，同塔省人民委员会副主席，越共同塔省委常委、高岭市党委书记等职务。
2010年11月，黎明欢升任越共同塔省委副书记、省人民委员会主席。2014年4月，黎明欢接替调任中央的黎永新，出任越共同塔省委书记，2015年在同省党代会上连任此职务，并于2016年1月当选为第十二届越共中央委员。
2020年10月，黎明欢离开同塔省，来到河内，担任越南农业与农村发展部副部长。2021年1月，他在越共十三大上当选为越共中央委员，并于当年4月8日获越南国会任命为越南农业与农村发展部部长。2025年2月18日，越南農業部與自然資源環境部合併為農業與環境部，杜德唯出任農業與環境部首任部長，黎明歡則出任國會副主席。